# Wenquan (ville)
Wenquan est un petit village qui dépend de Tanggulashan, dans la ville-district de Golmud, dans la préfecture autonome mongole et tibétaine de Haixi en République populaire de Chine. Avec ses 4 880 mètres d'altitude, elle est la plus haute ville de Chine et la deuxième du monde après La Rinconada au Pérou.